# Booker T. Washington
Booker Taliaferro Washington (Hale's Ford, 5 de abril de 1856 - Tuskegee, 14 de noviembre de 1915) fue un educador, orador y líder de la comunidad negra estadounidense. Fue liberado de la esclavitud en su infancia, y tras desempeñar varios trabajos de poca relevancia en Virginia Occidental se procuró una educación en el Instituto Hampton (Hampton Institute) y en el Seminario Wayland (Wayland Seminary). En 1881, con la recomendación de Samuel C. Sam Armstrong ―fundador del Instituto Hampton― fue designado como el primer líder del reciente Instituto Tuskegee de Alabama, que, por entonces, era una universidad de formación del profesorado para negros.
Washington creía que la educación era la clave para que la comunidad negra ascendiese en la estructura económico-social de los Estados Unidos. Se convirtió en su líder y portavoz a escala nacional. Aunque su estilo de no-confrontación fue criticado por algunos (sobre todo por W. E. B. Du Bois quien apodó a Washington como "el gran acomodador") tuvo mucho éxito en sus relaciones con grandes filántropos como Anna T. Jeanes, Henry Huddleston Rogers, Julius Rosenwald y la familia Rockefeller, que patrocinaron con miles de dólares la educación en Hampton y Tuskegee. Financiaron también cientos de escuelas públicas para niños negros en el sur y realizaron donaciones para impulsar el cambio legal sobre segregación y derecho al voto.
Recibió honores de la Universidad de Darmouth y la Universidad Harvard y fue el primer negro invitado con honores a la Casa Blanca. Fue considerado el hombre negro más poderoso de la nación desde 1895 hasta su muerte en 1915, y cientos de escuelas e instituciones locales llevan su nombre.

## Trayectoria
Washington nació esclavo, su madre Jane lo era en la plantación Burros del condado de Franklin, al suroeste de Virginia. Sabía muy poco sobre su padre, un blanco anglo estadounidense del suroeste de Virginia propietario de una plantación cercana. Aunque era mulato, el sistema legal de castas le incluía en la categoría de esclavos negros en calidad de hijo de una esclava. Ciertamente, algunos padres blancos de hijos "naturales" como Washington se preocupaban de que recibiesen educación, formación en artesanía, o al menos luchaban por la liberación de madre e hijos, pero este no fue el caso.
Él, su madre y sus hermanos obtuvieron la libertad después de la guerra civil estadounidense en 1865, con la Decimotercera Enmienda a la Constitución de los Estados Unidos. Tras trabajar varios años en hornos de sal y minas de carbón de Virginia Occidental, ingresó en la Universidad de Hampton y Wayland, obteniendo la formación como instructor que le convertiría en el responsable del Instituto Tuskegee durante el resto de su vida.
Washington fue una figura preponderante de la comunidad negra estadounidense de 1890 a 1915, especialmente tras la repercusión de su discurso El compromiso de Atlanta, de 1895. Muchos políticos y el público en general le consideraban como portavoz de facto de la comunidad negra, en tanto representaba a la última generación de líderes nacidos bajo la esclavitud y era considerado como creíble en sus propuestas de educación para los negros liberados en la post-Reconstrucción del Sur bajo las leyes segregacionistas del sistema Jim Crow.
A lo largo de los últimos veinte años de su vida, mantuvo su posición a través de una red nacional de leales partidarios en muchas comunidades, que incluía educadores negros, ministros religiosos, editores y hombres de negocios con un pensamiento liberal sobre iniciativas sociales y educacionales. Obtuvo acceso a líderes de los campos político, filantrópico y educativo, y fue distinguido con honores académicos, aunque los críticos denominaban a su red de apoyos "la máquina Tuskegee".

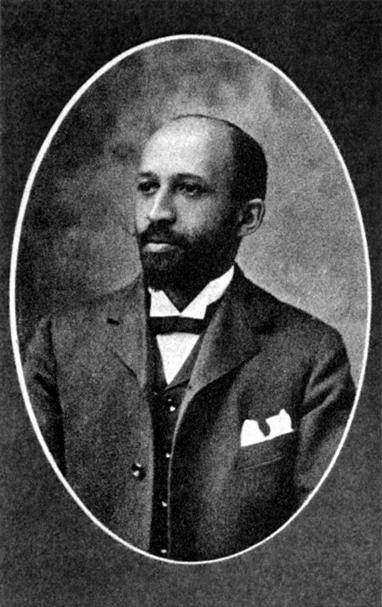
W. E. B. Du Bois.

Más tarde a lo largo de su carrera, fue criticado por los líderes de la NAACP (National Association for the Advancement of Colored People: Asociación Nacional para el Progreso de las Personas de Color) formada en 1909. Especialmente uno de sus líderes, W. E. B. Du Bois era partidario de un activismo más radical para conseguir derechos civiles y eliminar la aún vigente abierta discriminación y llamaba a Washington "the great accomodator" (algo así como alguien que desecha sus principios en pos de una falsa y parcial aceptación por la mayoría blanca) por proponer que los antiguos esclavos debían preocuparse por su educación y obtener riqueza antes que por suprimir las leyes de segregación; Washington respondía a Du Bois que la confrontación abierta contra el racismo podía llevar al desastre de la población negra, más pobre y vulnerable que sus opresores. De hecho Washington pensaba que la cooperación con los blancos y la no confrontación -inclusive con las autoridades racistas- era la clave para superar la discriminación racial a largo plazo, en tanto las realidades socioeconómicas de inicios del siglo XX mostraban el enorme poder del establishment segregacionista. Washington contribuyó secretamente a los cambios legales sobre segregación y sufragio, mientras que en su papel público, creía que podría obtener más ventajas adaptando las habilidades de los negros a la realidad social de la época segregacionista pues  a través de su experiencia personal, consideraba la educación como la herramienta más poderosa para que la comunidad negra consiguiera colectivamente un futuro mejor.
La filosofía de Washington y su trabajo sin descanso en iniciativas educacionales le ayudó a conseguir el apoyo moral y económico de muchos filántropos blancos. Hizo amistad con magnates tales como Henry Huttleston Rogers (el dueño de Standard Oil), Julius Rosenwald (presidente de Sears, Roebuck and Company) y George Eastman (inventor y fundador de Kodak). Estas y otras personas adineradas patrocinaron sus causas, financiando las universidades Hampton y Tuskegee. Originalmente creadas para formar profesores, sus graduados volvían a sus comunidades empobrecidas del Sur para trabajar en las pocas escuelas existentes con limitados recursos.
Para solucionar esto, Washington centró sus esfuerzos en lograr fondos para la construcción de numerosas escuelas públicas rurales para niños negros del Sur. Esto se tradujo en el establecimiento de alrededor de 5000 escuelas y el logro de la financiación necesaria para mejoras para la comunidad negra de los estados sureños a finales del siglo XIX y principios del XX. Las escuelas locales eran motivo de orgullo para la población y una oportunidad sin precio para las familias negras pobres y segregadas con oportunidades limitadas para sus niños. Washington dejó como legado el aumento del número de escuelas rurales en los años treinta gracias al Fondo Rosenwald. Washington hizo muchísimo para mejorar las relaciones personales y laborales entre razas en los Estados Unidos. Su autobiografía Ascenso desde la esclavitud (Up from slavery), publicada en 1901, todavía es ampliamente leída hoy en día.

## Juventud, libertad y educación

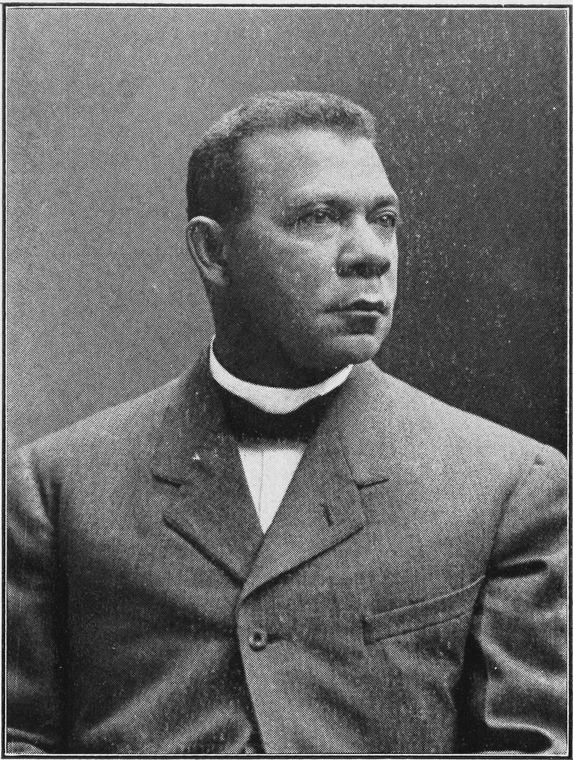
Washington a principios de su carrera.

Booker T. Washington nació en el 5 de abril de 1856 en la granja Burroughs de la comunidad de Hale Ford (Virginia), a unos 40 kilómetros de Roanoke. Su madre Jane era una esclava que trabajaba como cocinera, y su padre un desconocido blanco propietario de una plantación en el piedemonte virginiano. Según las leyes de la época, el estatus de su madre hacía que Booker naciera como esclavo. La "T" de su nombre hacía referencia a Taliaferro, su amo.
Washington rememoraba la emancipación de 1865 en su autobiografía:
"A medida que se acercaba el gran día, los esclavos cantaban en sus barrios más de lo normal. Los cantos eran más audaces, sonaban más y duraban hasta tarde entrada la noche. Muchos de los versos de las canciones hacían referencia a la libertad... Un hombre extraño para nosotros (supongo que era oficial de los Estados Unidos) hizo un pequeño discurso y leyó un largo escrito, creo que la Proclamación de la Emancipación (Emancipation Proclamation). Después de la lectura, se nos dijo que éramos libres y que podíamos ir donde quisiésemos. Mi madre, que estaba de pie a mi lado, se inclinó sobre sus hijos, besándonos mientras las lágrimas de alegría rodaban sobre sus mejillas. Nos explicó qué significaba todo aquello, que era el día por el que tanto tiempo había estado rezando, temiendo que nunca lo vería."
En el verano de 1865, a la edad de nueve años, Booker, su hermano Juan y su hermana Amanda, se mudaron a Malden en el condado de Kanawha, Virginia Occidental, con su madre para juntarse con su padrastro, Washington Ferguson. La madre de Washington fue una gran influencia en su educación. A pesar de que no podía leer, compró a sus hijos libros para aprender a deletrear que les enseñaron a leer. Lo matriculó en la escuela elemental donde adoptó el nombre de Washington al ver que otros niños tenían más de un nombre. Cuando el profesor le preguntó su nombre, respondió: "Booker Washington, como si hubiese sido llamado así toda mi vida". Trabajó con su madre y otros negros liberados como embalador de sal y en una mina de carbón. También como mano de obra en un barco de vapor. Las demás opciones se limitaban a trabajar en la agricultura. Sin embargo, pronto se empleó como muchacho de la casa para Viola Ruffner, nacida Knapp, la esposa del general Lewis Ruffner, dueño del horno de sal y la mina de carbón. Muchos otros muchachos no habían podido satisfacer a la metódica señora Ruffner, pero la diligencia de Booker hizo que cumpliera sus estándares. Animado por la señora Ruffner, Booker asistió a la escuela y aprendió a leer y escribir. Pronto demandó más educación de la que había disponible en su entorno.
Abandonó Malden a los dieciséis años y se matriculó en el Instituto Hampton, en Hampton, Virginia. Los estudiantes pobres como Washington podían trabajar en el mismo instituto para pagarse los estudios. La escuela Hampton había sido fundada para formar profesores, ya que la educación se veía como el punto crítico de la comunidad negra. Fue principalmente creaada por grupos parroquiales y personas como William Jackson Palmer, cuáquero, entre otros. El trabajo y estudio de Washington en Hampton le alejó de una vida como mano de obra no cualificada. De 1878 a 1879 asistió al seminario de Wayland en Washington D. C., y volvió para enseñar en Hampton. Pronto, el presidente de Hampton, Samuel C. Armstrong, le recomendó para ser el director de una escuela similar que estaba siendo fundada en Alabama, el Instituto Tuskegee.
Washington, junto con W.E.B. Du Bois, organizó la Exhibición Negra, en la
Exposición Universal de 1900 en París, donde se vieron las fotos de los estudiantes negros de Hampton tomadas por su amiga Frances Benjamin Johnston.
La exhibición pretendía mostrar las positivas aportaciones de la comunidad negra a la sociedad estadounidense.

## Instituto Tuskegee

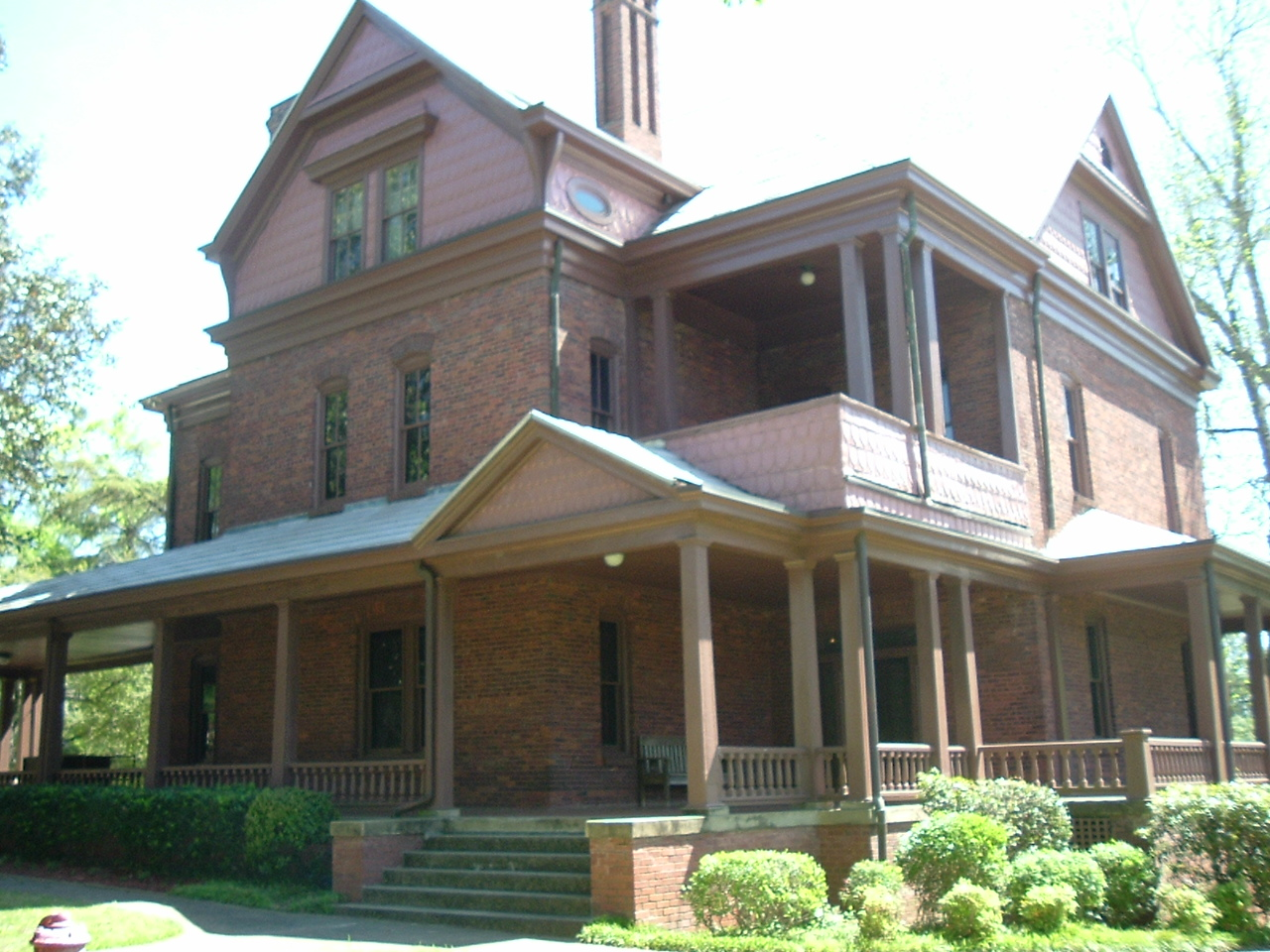
La casa de Booker T. Washington en el campus de Tuskegee.

Lewis Adams y otros organizadores del Instituto Tuskegee, Alabama, encontraron en Booker T. Washington, por entonces de 25 años de edad, el enérgico líder que buscaban. Contrataron a Washington por sus recomendaciones, aunque hasta el momento solo hombres blancos habían ocupado su posición. A Washington le gustaba creer que la gente podía pasar de ser pobre a ser rica. La nueva escuela abrió el 4 de julio de 1881, en principio en un local alquilado a la iglesia. Al año siguiente, Washington compró una antigua plantación que se convirtió en la sede permanente del campus. Bajo su dirección, los alumnos crearon la escuela, construyendo las clases, las cocheras y los anexos; haciendo crecer sus propios cultivos y criando su ganadería para proveerse en sus necesidades básicas.
Tanto las mujeres como los hombres tuvieron que aprender comercio aparte de sus asignaturas académicas. El Instituto Tuskegee pretendía con todas estas actividades formar en habilidades básicas que los alumnos pudieran llevar de vuelta a sus comunidades rurales sureñas. La escuela creció hasta convertirse en la universidad que es hoy en día.
Tuskegee proporcionó educación académica e instrucción como profesorado, pero poniendo énfasis en enseñar a los varones habilidades prácticas como carpintería y albañilería, útiles para la vida en el Sur. El Instituto puso de manifiesto las aspiraciones de Washington para su raza. Su teoría era que, proporcionando estas habilidades demandadas por la sociedad, la comunidad negra se integraría y acabaría por ser aceptada por los blancos. Pensaba que los negros conseguirían este logro mostrándose como responsables y confiables ciudadanos estadounidenses.
Washington fue director del instituto hasta su muerte en 1915. Para entonces la dotación de Tuskegee había crecido hasta 1.5 millones de dólares, desde la asignación anual inicial de 2000 dólares.

## Matrimonios e hijos

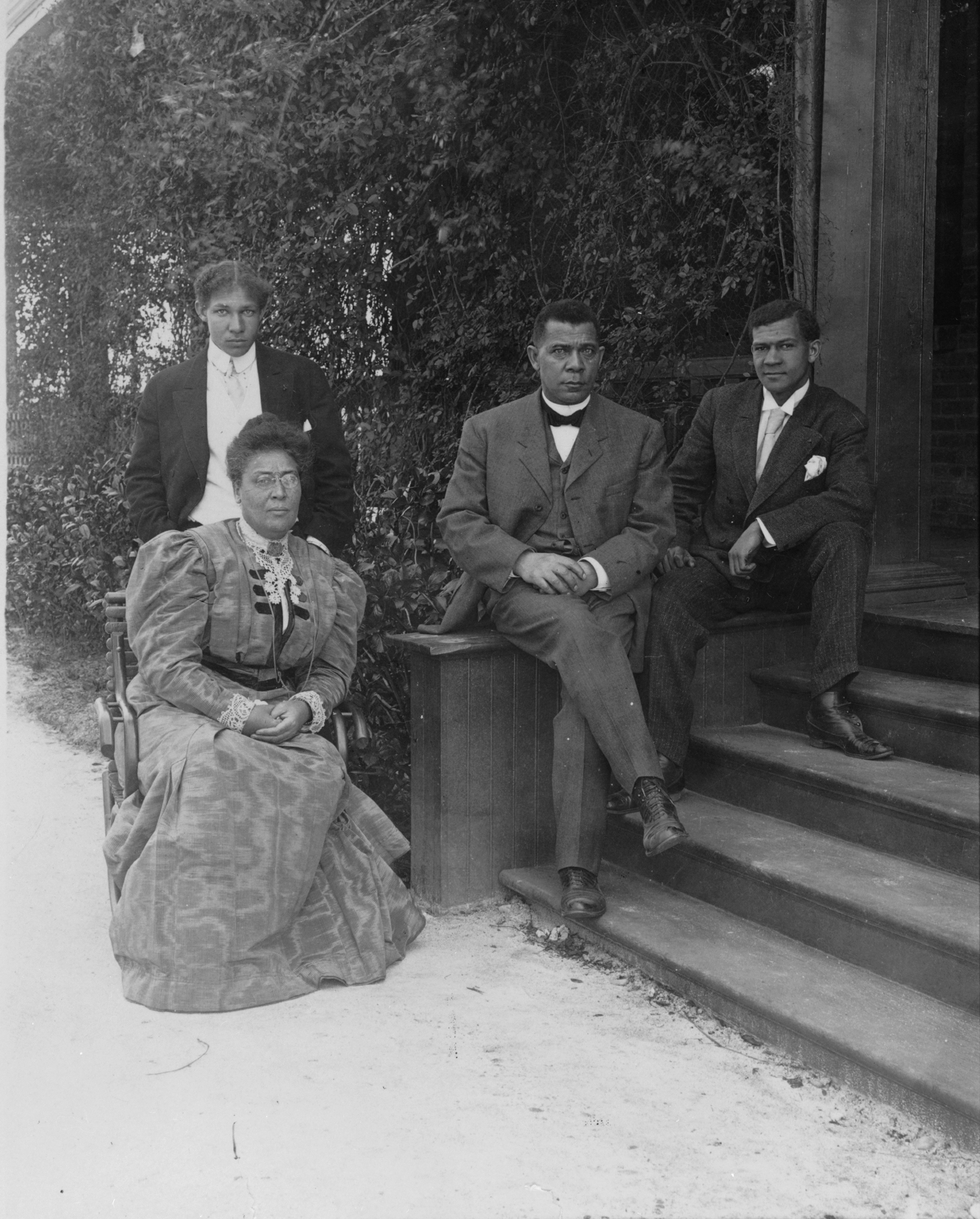
Booker T. Washington con su tercera mujer Margaret James Murray y sus dos hijos.

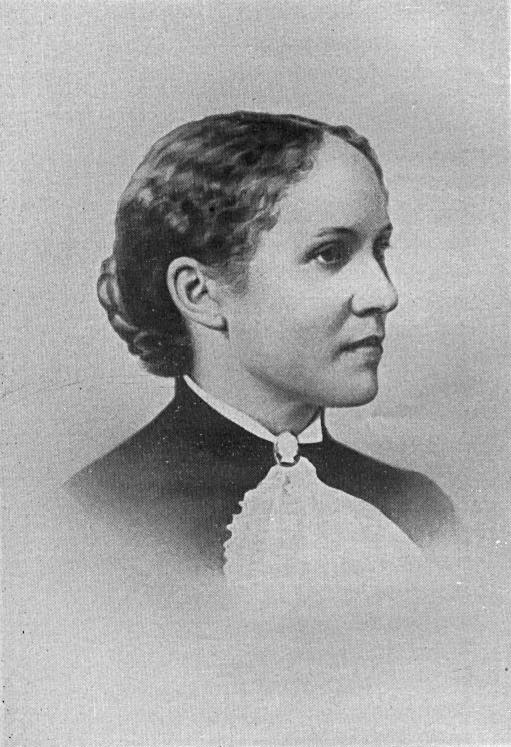
Olivia A. Davidson, segunda mujer de Booker T. Washington.

Washington se casó tres veces. En su autobiografía Ascenso desde la esclavitud, reconoció el mérito de sus tres esposas en su trabajo en Tuskegee y dijo, con énfasis, que no habría tenido ese éxito sin ellas.
Su primera mujer, Fannie N. Smith era de Malden (Virginia Occidental), la misma ciudad del valle del río Kanawha donde Washington vivió de los 9 a los 16 años. Mantuvo contactos con Malden toda su vida. Washington y Smith contrajeron matrimonio en el verano de 1882. Tuvieron una hija, Portia M. Washington. Fannie murió en mayo de 1884.
Washington se casó con su segunda mujer Olivia A. Davidson en 1885. Davidson había nacido en Ohio y estudiado en Hampton y en el Framingan State College, de Framingan (Massachusetts). Luego fue profesora en Misisipi y Tennessee antes de trabajar en Tuskegee, donde conoció a Washington y se convirtió en su principal asistente. Tuvieron dos hijos, Booker T. Washington Jr. y Ernesto Davidson Washington, antes de que ella muriera en 1889.
Su tercer matrimonio fue en 1893 con Margaret James Murray. Ella era de Misisipi, se había graduado en la Universidad de Fisk. No tuvieron hijos pero crio a los hijos anteriores de Washington. Murray le sobrevivió y murió en 1925.

## Política
Su discurso El compromiso de Atlanta, de 1895, ofrecido en la Exposición de los Estados del Algodón e Internacional, en Atlanta (Georgia), fue muy bien recibido entre la comunidad negra y los liberales blancos del Norte y el Sur. Fue apoyado en ese momento por W. E. B. Du Bois pero años después tuvieron un desencuentro. Washington valoraba la educación industrial orientada a los trabajos disponibles para la mayoría de los negros. Du Bois quería para ellos la misma educación clásica en profesiones liberales que recibían los blancos, y creía que una élite llamada "el décimo talentoso" (un 10% de la población negra) abriría el camino para su raza en una amplia gama de profesiones. Ambos buscaban definir los mejores medios para el desarrollo de la comunidad negra post guerra civil.
Aunque no se enfrentaron en público, Washington contribuyó secretamente a conseguir los fondos para cambios legales sobre segregación y sufragio, como en el caso de Giles vs. Harris, el primero sobre sufragio en darse en la Corte Suprema de los Estados Unidos en 1903.
Los negros eran firmes republicanos en esta época. Los estados del Sur habían retirado el derecho a voto a la mayoría de los negros y muchos blancos pobres desde 1890 a 1908 a través de enmiendas constitucionales que crearon barreras para el registro de votantes y el voto. Muchos negros continuaron votando en los estados limítrofes y norteños. Washington se erigió en el portavoz de
la comunidad negra. Los líderes republicanos nacionales normalmente consultaban con él acerca de las designaciones de hombres negros para puestos políticos a lo largo de la nación.
Washington trabajó y se relacionó con muchos políticos y líderes de la industria blancos. Argumentaba que la forma más segura de alcanzar la igualdad social era demostrando paciencia, conocimientos industriales, ahorro y utilidad, que eso era la clave para mejorar las condiciones de la comunidad negra en Estados Unidos. Ya que recién habían logrado la emancipación, consideraba que no podían esperar mucho al principio. Washington dijo: "He aprendido que el éxito se mide no tanto por la posición que uno ha alcanzado en la vida sino por los obstáculos que ha tenido que vencer en el camino".

## Amigos adinerados y benefactores
Washington se asoció con los hombres de negocios y políticos más poderosos de la época. Era visto como portavoz de los negros y se convirtió en el conducto para la financiación de programas educativos. Sus contactos incluían personajes tan diversos y conocidos como Andrew Carnegie, William Howard Taft, John D. Rockefeller, Henry Huttleston Rogers, Julio Rosenwald, Robert Ogden, Collis P. Huntington, y William Baldwin, quienes donaron grandes sumas de dinero a agencias como el Fondo Jeanes and Slater (Jeanes and Slater Fund). Como resultado, innumerables escuelas se crearon gracias a su esfuerzo, mediante programas que continuaron muchos años tras su muerte. Junto con los ricos, los negros ayudaron a sus comunidades donando su tiempo, dinero y esfuerzo a las escuelas. Iglesias como la baptista y la metodista también apoyaron a las escuelas negras en sus niveles primario y secundario.

### Henry Rogers

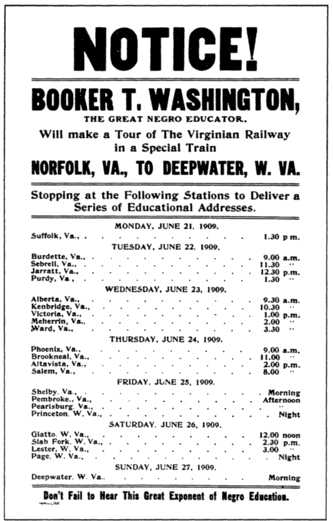
Panfleto de 1909 sobre la gira de Booker T. Washington por los estados de Virginia y Virginia Occidental.

Un caso representativo de una relación excepcional fue su amistad con el millonario industrial y financiero Henry H. Rogers (1840-1909). Rogers era un hombre hecho a sí mismo, que procedía de una modesta familia trabajadora y se convirtió en el director de Standard Oil y en uno de los hombres más ricos de los Estados Unidos. En 1894, Rogers escuchó el discurso de Washington en el Madison Square Garden. Al día siguiente contactó con él y le solicitó un encuentro, del cual contó luego Washington que Rogers "estaba sorprendido de que nadie hubiese hecho una colecta tras el discurso". Este encuentro fue el inicio de una amistad que perduró durante 15 años. Aunque el muy reservado Rogers hacía claramente visible en público su amistad con Washington, y este era un frecuente invitado en las oficinas de Rogers en Nueva York, en su casa de verano Fairhaven (en Massachusetts), a bordo de su yate a vapor Kanawha; la real profundidad y el alcance de su relación no se hicieron públicos hasta después de la súbita muerte de Rogers por un ataque apopléjico en mayo de 1909.
Algunas semanas después, Washington inició, como tenía previsto, un tour de discursos a lo largo de la reciente línea de ferrocarril de Virginia, una obra de 40 millones de dólares financiada casi al completo por la fortuna personal de Rogers. Washington viajaba en el vagón privado de Rogers, Dixie, paró en varias ciudades para hacer discursos, y sus compañeros recordaban que había sido muy bien recibido tanto por blancos como por negros.
Washington reveló que Rogers había financiado en secreto 65 pequeñas escuelas rurales y que había donado muchos fondos para el apoyo de Tuskegee y Hampton. También hizo público que Rogers había fomentado programas de fondos equivalentes, donde igualaba la suma aportada por la comunidad, haciendo que los destinatarios tuvieran su participación económica, ayudándose a sí mismos con su duro trabajo y sacrificio y realzando así su autoestima.

### Anna T. Jeanes
Anna T. Jeanes (1822-1907) de Filadelfia le dóno 1 millón de dólares en 1907 para contribuir a la construcción de escuelas públicas para niños negros del Sur. Sus contribuciones junto con las de Rogers se dieron en lugares de mucha pobreza sin recursos para escuelas.

### Julio Rosenwald
Julio Rosenwald (1862-1932) fue otro hombre rico hecho a sí mismo con quien Washington tuvo cosas en común. En 1908, Rosenwald, hijo de un vendedor de paños inmigrante, se había convertido en copropietario y presidente de Sears, Roebuck and Company en Chicago. Rosenwald era un filántropo muy preocupado por las carencias de la educación de los negros, especialmente en los estados sureños.
En 1912, Rosenwald fue invitado a ser parte del Comité de Directores del Instituto Tuskegee, un puesto que mantuvo hasta el final de su vida. Rosenwald dotó de fondos a Tuskegee para que Washington no tuviera que viajar tan a menudo buscando financiación y pudiera dedicarse a la dirección de la escuela. También en 1912, Rosenwald financió un programa experimental con seis pequeñas escuelas rurales de Alabama, que fueron diseñadas, construidas e inauguradas en 1913 y 1914 supervisadas por Tuskegee; el modelo tuvo éxito. Rosenwald creó el Fondo Rosenwald. El proyecto de la escuela era uno de sus programas más grandes. Usando planos arquitectónicos muy modernos diseñados por profesores del Instituto Tuskegee, el Fondo Rosenwald invirtió sobre cuatro millones de dólares para ayudar a construir 4977 escuelas, 217 casas para profesores y 163 economatos en 883 condados de 15 estados, desde Maryland a Texas. Usaba el sistema de fondos equivalentes, para el cual la comunidad negra consiguió reunir más de 4.7 millones de dólares. Estas escuelas fueron conocidas como Escuelas Rosenwald. En 1932, acogían a un tercio de la población escolar infantil de los estados del Sur.

## Autobiografía e invitación a la Casa Blanca
Con la intención de impulsar el "desarrollo comercial, agrario, educativo e industrial" de la comunidad negra, Washington fundó en 1900 la NNBL (National Negro Business League: Liga Negra Nacional de Negocios). Cuando su autobiografía Ascenso desde la esclavitud fue publicada en 1901, se convirtió en un superventas y tuvo gran impacto entre la población negra y sus amigos y aliados. Ese mismo año se convirtió en el primer invitado negro a la Casa Blanca, al serlo del presidente Theodore Roosevelt.

## Fallecimiento

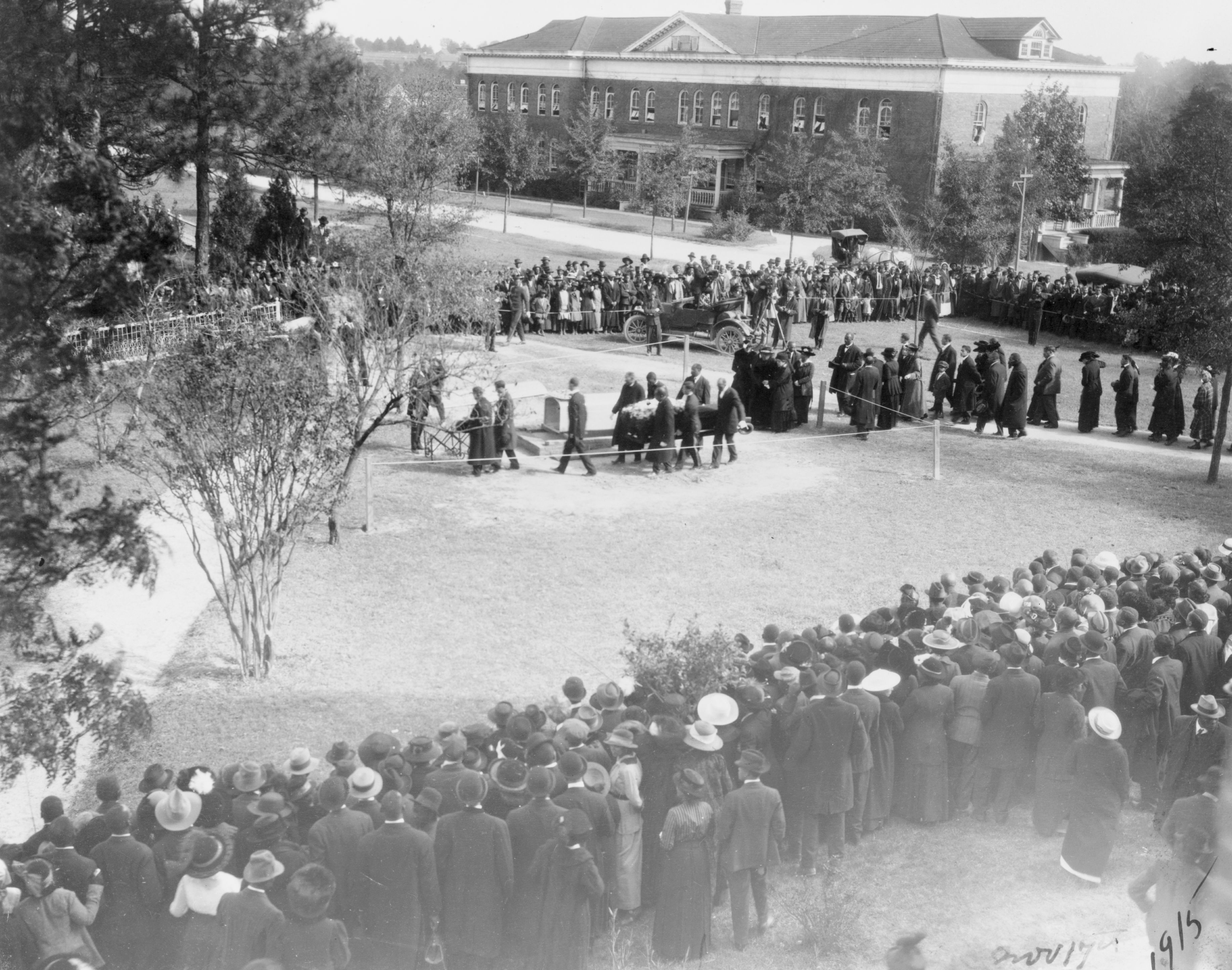
Entierro de Booker T. Washington.

A pesar de sus muchos viajes y su trabajo de gran alcance continuó siendo el director de Tuskegee. La salud de Washington se deterioraba rápidamente, sufrió un colapso en la ciudad de Nueva York y fue llevado a casa donde murió el 14 de noviembre de 1915 con 59 años. La causa de su muerte es desconocida, pero la probable es agotamiento nervioso y arterioesclerosis. Fue enterrado en el campus de Tuskegee cerca de la Capilla Universitaria.
En su día se habló de fallo cardiaco como causa de su muerte, agravado por el sobreesfuerzo en el trabajo. En marzo de 2006, con el permiso de sus descendientes, se confirmó que había fallecido de hipertensión, con un nivel superior al doble de lo normal.
En el momento de su muerte, Tuskegee contaba con una dotación de más de millón y medio de dólares. La gran obra de su vida, la lucha por la educación de los negros en el Sur, estaba encaminada y en expansión.

## Honores en su memoria
Por sus contribuciones a la sociedad estadounidense, a Washington le fueron concedidos un graduado honorífico en la Universidad de Harvard, en 1896, y un doctorado honorífico en la Universidad de Darmouth, en 1901.
Como invitado del presidente Theodore Roosevelt, fue el primer negro recibido en la Casa Blanca en 1901. Al final de la campaña presidencial de 2008, el derrotado candidato y senador John McCain se refirió a la visita de Washington un siglo atrás como a la semilla que floreció en la victoria de Barack Obama como presidente de los Estados Unidos.
En 1934, Robert Russa Moton, el sucesor de Washington al frente del Instituto Tuskegee, organizó un vuelo con dos pilotos negros y posteriormente bautizó el avión como el Booker T. Washington.

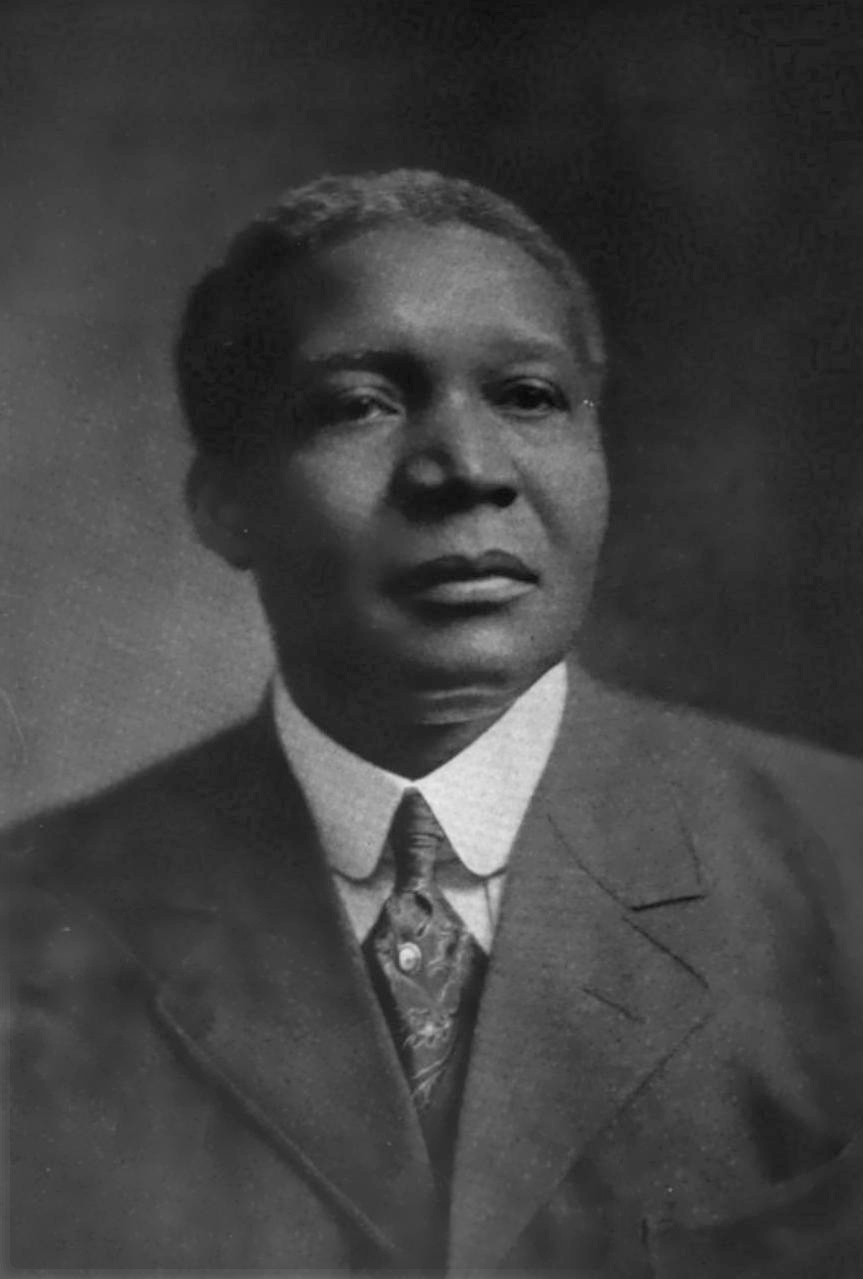
Robert Russa Moton.

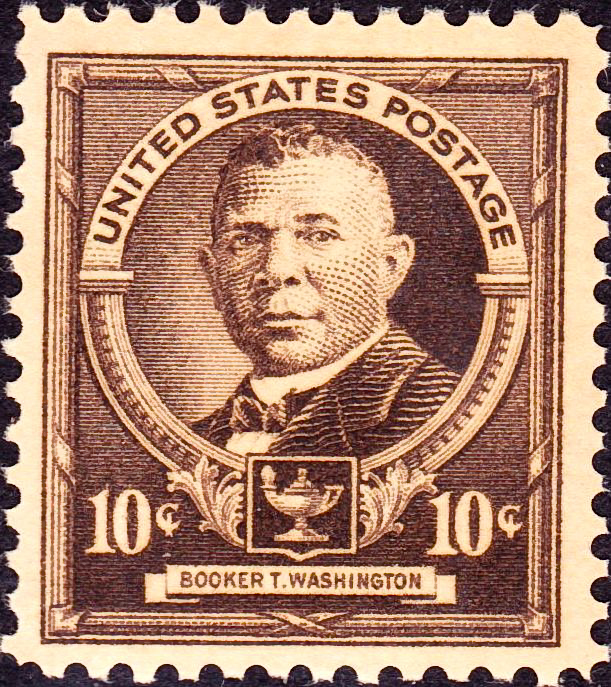
Sello postal de 1940.

El 7 de abril de 1940, Washington se convirtió en el primer negro representado en un sello de los Estados Unidos. La primera moneda representando a un negro fue el Medio Dólar Conmemorativo 'Booker T. Washington' (Booker T. Washington Memorial Half Dollar) acuñado por los Estados Unidos de 1946 a 1951. También fue representado en el Medio Dólar acuñado de 1951 a 1954.
En 1942, un barco liberty fue bautizado como Booker T. Washington en su honor, fue la primera nave transatlántica que llevaba el nombre de un negro. El barco fue bautizado por Marian Anderson, contralto negra estadounidense.
El 5 de abril de 1956, en el centésimo aniversario del nacimiento de Washington, la casa en la que había nacido fue designada como Monumento Nacional 'Booker T. Washington' (Booker T. Washington National Monument). Un parque estatal en Chattanooga, Tennessee, y un puente que cruza el río Hampton, al lado de la Universidad Hampton, llevan su nombre.
En 1984, la Universidad Hampton dedicó a Booker T. Washington un memorial en el campus al lado del histórico Roble de la Emancipación (Emancipation Oak), estableciendo, en palabras de la universidad:
"Un vínculo entre uno de los más grandes educadores y activistas sociales estadounidenses y el símbolo del éxito negro en la educación".
Muchos institutos y colegios a lo largo de los Estados Unidos llevan su nombre.
En el centro del campus de la Universidad Tuskegee se le dedicó un monumento llamado Levantando el velo en 1922. La inscripción de su base reza:
"Él levantó el velo de la ignorancia de su gente y señaló el camino del progreso a través de la educación y la industria".

## Obras
- 1895: El compromiso de Atlanta.
- 1896: El despertar negro.
- 1901: Ascenso desde la esclavitud.